# Bârsăuța, Sălaj
Bârsăuța (în maghiară Kisborszó) este un sat în comuna Ileanda din județul Sălaj, Transilvania, România. A fost atestată documentar în 1603.

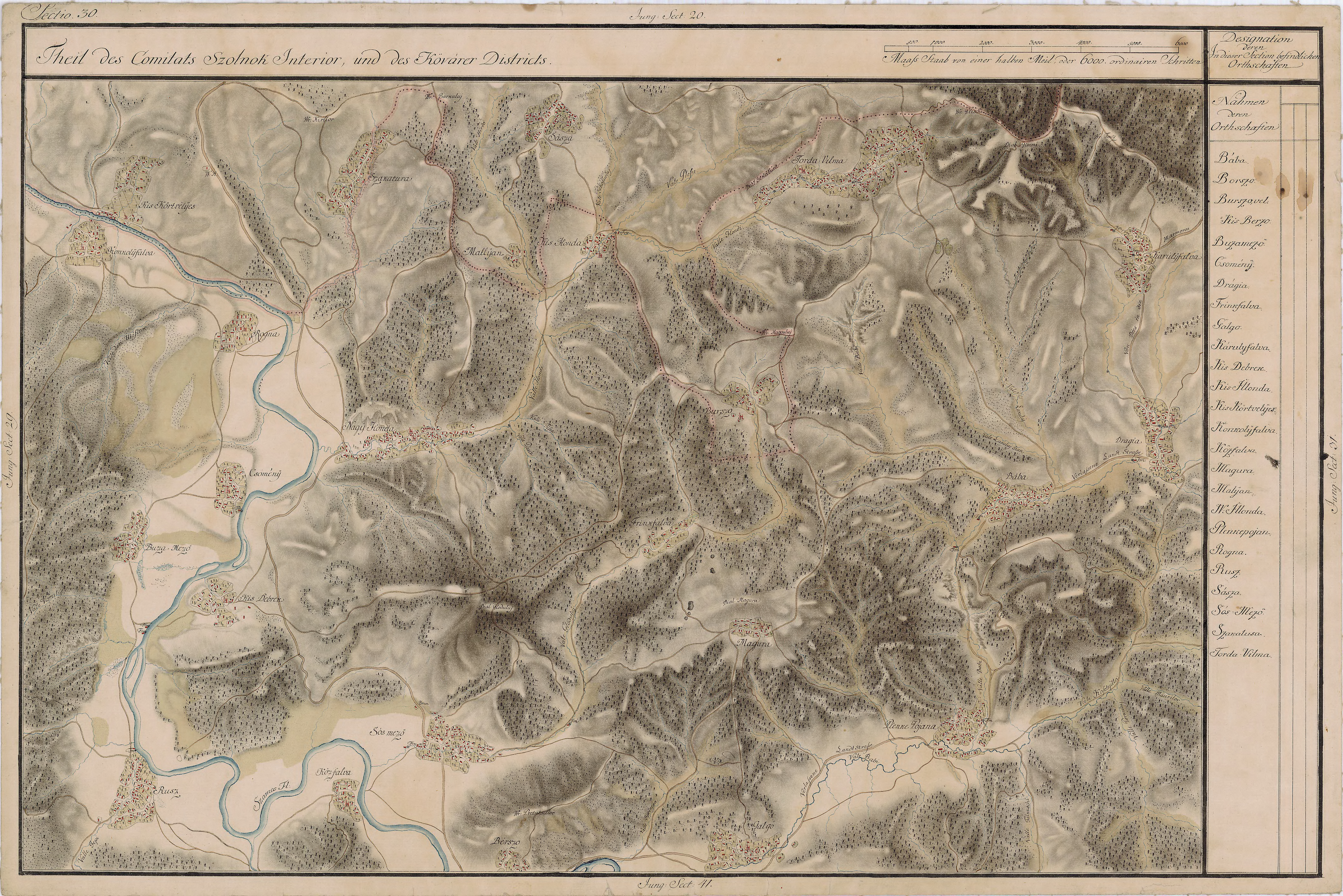
Bârsăuța în Harta Iosefină a Transilvaniei, 1769-1773

## Istorie
Prima atestare documentară a satului Bârsăuța datează din secolul al XIV-lea, când regiunea făcea parte din Regatul Ungariei. De-a lungul timpului, satul a trecut prin diferite stăpâniri, inclusiv Principatul Transilvaniei și Imperiul Austro-Ungar. Descoperirile arheologice din zonă sugerează o locuire continuă încă din epoca bronzului.

## Geografie
Bârsăuța este situat într-o zonă colinară, caracterizată prin dealuri împădurite și văi adânci. Altitudinea maximă a satului este de aproximativ 400 de metri deasupra nivelului mării. Râul Someș traversează comuna Ileanda, oferind resurse de apă și oportunități pentru activități recreative. Vegetația este diversă, incluzând păduri de foioase și conifere, pășuni și terenuri agricole.